# Egyetlen golyó
Az Egyetlen golyó (One in the Chamber) 2012-es, közvetlenül videóra kiadott amerikai bűnügyi akciófilm, melynek rendezője William Kaufman. A film főszereplője Cuba Gooding Jr. és Dolph Lundgren.

## Cselekmény
|  | Alább a cselekmény részletei következnek! |

A kommunizmus bukása után amerikai bűnözők tömkelege özönlött be Kelet-Európába, ahol bűnszövetkezetet hoztak létre – olyan földön, ahol a hatóságnak nincs hatalma és a törvények helyett a bűn uralkodik. Fegyver- és drogkereskedők Prágát választják ki főhadiszállásuknak, ahol dollármilliókat keresnek azzal, hogy különböző bandáknak adnak el fegyvereket.
Ray Carver (Cuba Gooding Jr.) profi bérgyilkos, aki két rivális maffiacsaládnak dolgozik. Miután nem sikerül megölnie Demyan Ivanovot (Louis Mandylor) – a bandafőnökök egyikét, akinek dolgozik – elhatározza, hogy végez a másik bandafőnök, Mikhail Suverov testvérével. Eközben Mikhail, hogy riválisaival végleg leszámoljon, felbéreli Alexei Andreevet, a Farkast (Dolph Lundgren), egy legendás orosz bérgyilkost, aki a szóbeszédek szerint valójában nem is létezik. Alexei sorra végez a helyi bandavezérekkel, és Carver nyomába ered, de hamarosan mindketten rádöbbennek, hogy egy hatalmas bandaháború kellős közepébe keveredtek. Összefognak, és eldöntik, hogy közös erővel végeznek a prágai maffia összes tagjával.

## Szereplők
- Cuba Gooding Jr. – Ray Carver (Kerekes József)
- Dolph Lundgren – Aleksej Andrejev (Mikula Sándor)
- Billy Murray – Leo Crosby (Holl Nándor)
- Claudia Bassols – Janice Knowles (Zsigmond Tamara)
- Leo Gregory – Bobby Suverov
- Louis Mandylor – Demyan Ivanov
- George Remes – Gregori
- Andrew Bicknell – Mikhail Suverov
- Alexandra Murăruş – Nadia (Kelemen Kata)

## Produkció
2011. június 4-én erősítették meg a hírt, hogy Bill Murray csatlakozik a szereplőgárdához. A film előzetesét 2012. június 27-én mutatták be, az első videóklip a filmből július 23-án jelent meg.

## Fordítás
Ez a szócikk részben vagy egészben  az   One in the Chamber című angol Wikipédia-szócikk ezen változatának fordításán alapul.  Az eredeti cikk szerkesztőit annak laptörténete sorolja fel. Ez a jelzés csupán a megfogalmazás eredetét és a szerzői jogokat jelzi, nem szolgál a cikkben szereplő információk forrásmegjelöléseként.